# Ixodes priscicollaris
Ixodes priscicollaris  (лат.) — вид клещей рода Ixodes из семейства Ixodidae. Новая Гвинея. Паразитируют на мелких сумчатых млекопитающих  (в том числе, на кускусах и сумчатых крысах). Вид был впервые описан в 1932 году немецким зоологом Паулем Шульцем (Paul Schulze, 1887—1949).